# متحف كارين بلكسين
يقع متحف كارين بليكسن على بعد 10 كيلومتر عن نيروبي عاصمة كينيا في أسفل تلال نغونغ ، والمتحف هو عبارة عن المنزل الذي عاشت فيه الكاتبة الدانمركية كارين بلكسين التي اشتهرت من خلال أعمالها الكتابية والتي من أشهرها خارج أفريقيا وظلال على العشب.

## التاريخ

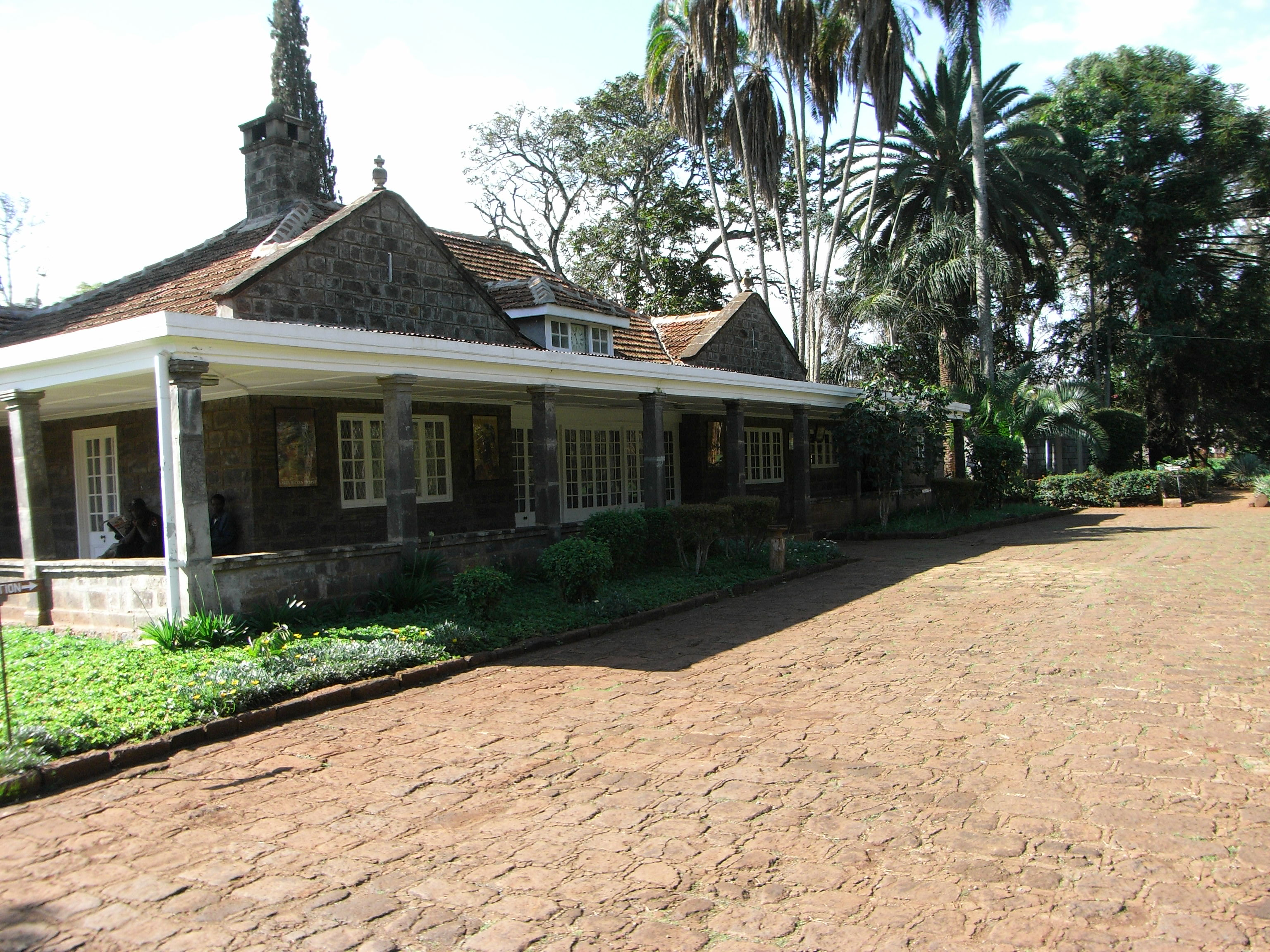
منزل كارين بلكسين تحت تلال نغونغ

بُني هذا المنزل في عام 1912 بواسطة المهندس السويدي أوك سجغريد  واشترته كارين بلكسين وزوجها «البارون برور فون بلكسين» في عام 1921، وعاشت كارين في هذا المنزل أثناء إقامتها في أفريقيا في حقبة الحكم الاستعماري البريطاني لشرق أفريقيا. وأقامت مزرعة لأشجار البن في تلك الأرض القريبة من منزلها وبقيت هناك حتى عادت إلى موطنها الدانمرك عام 1931.
لقد روت كارين بلكسين قصة حياتها في أفريقيا في كتابها خارج أفريقيا وكذلك روايتها «ظلال على العشب» ، وبعد وفاة الكاتبة في عام 1962 في الدانمرك تبرعت الحكومة الدانمركية بالمنزل في عام 1964 وسلمته للحكومة الجديدة في كينيا باعتباره هدية الاستقلال.
افتتح المنزل للعامة والسياح في عام 1986 ليصبح واحداً من متاحف كينيا الوطنية وذلك بعد شهرة هذه الكاتبة وروايتها خارج أفريقيا التي تحولت إلى فيلم سينمائي مثلت فيه النجمة السينمائية ميريل ستريب دور الكاتبة، والسينمائي روبرت ريدفورد في دور خليلها دينس هاتون، ومن إخراج «سيدني بولاك» وقد فاز الفيلم بجائزة الأوسكار في عام 1985.

## وصف المتحف
يقع متحف كارين بلكسين في ضاحية كارين القريبة من نيروبي والتي كانت أرض للكاتبة كارين مزروعة بأشجار البن ثم بيعت إلى جهة متخصصة بتحويل تلك الأراضي إلى منطقة سكنية أصبحت ضاحية من ضواحي نيروبي أطلق عليها اسم ضاحية كارين.
يفتح متحف كارين بلكسين يومياً للزوار والسياح ما بين الساعة 9,30 صباحاً حتى الساعة السادسة مساءً وفي أيام نهاية الأسبوع والعطل الرسمية ، ويتيح هذا المتحف للزوار للإطلاع على غرف ومحتويات المنزل الذي بقى كما هو، بالإضافة لبعض الأثاث الذي أستعمل في تمثيل فيلم الخروج من أفريقيا ، كما يمكن للزوار التجول حول المنزل ومشاهدة تلك المعدات التي إستخدمتها كارين في مزرعة البن. وهناك متجر صغير لبيع التذكارات وكتب كارين والتحف والحرف اليدوية والبطاقات البريدية، كما أن المشرفين على المتحف يقومون أيضاً بتأجير أرض المتحف التي حول المنزل لإقامة حفلات الأفراح والمناسبات أو أي حفلات أخرى، وفي داخل المنزل تمنع الجهة المسؤولة عن المتحف التصوير بأنواعه ويمكن للزوار التقاط الصور خارج المنزل.

## وصلات خارجية
متحف كارين بلكسين في كينيا
متاحف كينيا الوطنية/ متحف كارين بلكسين